# Сергеев, Василий Дмитриевич
Василий Дмитриевич Сергеев (1922—1970) — старший лейтенант Советской Армии, участник Великой Отечественной войны, Герой Советского Союза (1945).

## Биография
Василий Сергеев родился 4 марта 1922 года в деревне Медведково (ныне — Кувшиновский район Тверской области). Окончив семь классов школы, работал в колхозе. В 1941 году Сергеев был призван на службу в Рабоче-крестьянскую Красную Армию. Окончил Ульяновское танковое училище. С ноября 1942 года — на фронтах Великой Отечественной войны. В боях два раза был тяжело ранен, ещё два раза — легко. В 1944 году Сергеев окончил курсы усовершенствования командного состава.
К августу 1944 года старший лейтенант Василий Сергеев командовал батареей самоходных артиллерийских установок «СУ-85» 745-го самоходно-артиллерийского полка 5-го механизированного корпуса 6-й танковой армии 2-го Украинского фронта. Отличился во время освобождения Румынии. 20-23 августа 1944 года батарея Сергеева участвовала в освобождении деревни Будештий и города Васлуй. Уже 20 августа Сергеев в бою был ранен, но остался в строю. Под его руководством батарея уничтожила 4 пулемётные точки и 2 артиллерийских орудия. 21 августа в бою за Будештий Сергеев вновь был ранен, но продолжал сражаться, подбив 1 тяжёлый танк и захватив 4 орудия. Во время боёв за город Васлуй Сергеев получил третье ранение, от которого потерял сознание и был отправлен в госпиталь.
Указом Президиума Верховного Совета СССР от 24 марта 1945 года за «мужество, отвагу и героизм, проявленные на фронте борьбы с немецкими захватчиками», старший лейтенант Василий Сергеев был удостоен высокого звания Героя Советского Союза с вручением ордена Ленина и медали «Золотая Звезда» за номером 7373.
В 1946 году Сергеев был уволен в запас. Проживал и работал сначала на родине, затем в Торжке. Скончался 24 мая 1970 года, похоронен в Торжке.
Был также награждён орденом Отечественной войны 1-й степени и рядом медалей.